# Disney's Fort Wilderness Railroad
Le Disney's Fort Wilderness Railroad est un chemin de fer qui fut mis en service en 1973 pour desservir les différents endroits du camping Disney's Fort Wilderness Resort. En partie à cause du bruit et des fumées, il est fermé depuis 1977. Certaines sections sont toujours visibles.
La principale différence avec ses cousins des royaumes enchantés est la taille. Le Disney's Fort Wilderness Railroad fut construit avec une échelle de 4/5 par rapport à ses ainés. Le gabarit des voies est ainsi de 30 pouces au lieu de 36.
Trois trains étaient utilisés dont deux locomotives construites par Walt Disney Imagineering. Les voitures et roues étaient de couleurs rouges tandis que le réservoir d'eau était vert.
Il est possible de voir des wagons de ces trains dans les décors de Pleasure Island et de Disney's Typhoon Lagoon et aussi au Parc Disneyland.
- (en) Fort Wilderness Railroad
- (en) Fort Wilderness Railroad